# Moings
Moings korábbi község Franciaországban, Charente-Maritime megyében. Lakosainak száma 180 fő (2013). Moings Allas-Champagne, Arthenac, Neuillac, Réaux, Sainte-Lheurine és Saint-Maurice-de-Tavernole községekkel határos.
2016. január 1-jén Réaux és Saint-Maurice-de-Tavernole korábbi községgel egyesült és az így létrejött Réaux sur Trèfle új község része lett.

## Népesség
A település népességének változása:
| Lakosok száma | 259  | 225  | 211  | 203  | 186  | 176  | 174  | 173  | 173  | 180  |
|               | 1962 | 1968 | 1975 | 1982 | 1990 | 1999 | 2006 | 2008 | 2011 | 2013 |